# Bryotestua longicuspis
Bryotestua longicuspis là một loài rêu trong họ Dicranaceae. Loài này được Thér. & P. de la Varde mô tả khoa học đầu tiên năm 1937.